# 바르탄
바르탄(Bartan, Бартан) 혹은 바르탄 칸(Bartan Khan) 혹은 바르탄 바가투르(Bartan Baghatur, Бартан баатар)는 몽골제국 카불 칸(Khabul Khan, 合不勒汗)의 차남이다. 『원사(元)』 등 한문 사료에서는 바르탄(八哩丹/八里丹/巴勒丹) 혹은 바르탄 바가투르(把兒坦把阿秃兒, 把兒壇把阿秃兒) 등으로 표기되어 왔다. 『몽고비사(蒙古秘史)』에는 '바르탄 바가투르(ᠪᠠᠷᠲᠠᠨ  ᠪᠠᠭᠠᠲᠤᠷ)'라고 표기되어 있다. 징기스칸(Genghis Khan, 成吉思汗)의 조부이자 예수게이(Yesügei, 也速該)의 부친이다. 카불 칸이 사망 직전 당제 암바카이 칸(Ambaghai Khan, 俺巴孩)에게 자리를 물려주었고, 암바가이 사후 카불 칸의 4남 쿠툴라 칸(Hotula Khan, Qutula Qan, 忽都剌汗, 忽圖剌罕)이 자리를 이었다. 바르탄은 키얀(Kiyan, 乞顔, 복수형은 키야트Qiyad) 부락의 수령인 바가투르(把阿秃兒, baghatur)에 불과하였다. 

## 개요
카묵 몽골(Khamag Mongol) 최초 칸으로 즉위한 카불 칸(Khabul Khan)의 아들로 태어났으며 형제는 삼 카출라가 있다. 카불 칸 사후 칸을 계승하였으나, 카불칸의 종형제이자 바르탄의 족부(族父) 암바카이 칸(Ambaghai Khan)과 바르탄의 동생 쿠툴라 칸이 있었기에, 바르탄의 사적에 관한 기록은 거의 남아있지 않다.
『집사(集史)』 「바르탄 바가투르(Bartān Bahādur) 기(紀)」에 의하면, 아내 수니길 후진(Sūnīgil fūjīn<Sünigil Füǰin)과의 사이에서 몽게투 키얀(Mönggetü Kiyan, 蒙格禿乞顔), 네쿤 타이시(Nekün Taiši, 捏坤太子, 聶昆大司), 예수게이 바투르, 다아리타이 옷치긴(Da'aridai Otčigin, 答里台斡赤斤) 이렇게 네 아들을 얻었다.
몽게투 키얀의 아들 창시우드 키야트(Čangši'ud, 撏薛赤列)(키야트는 키얀의 복수형)가 창시우드 씨를 창설하였으며, 징기스칸(Genghis Khan) 시대에는 대숙부 쿠툭투 몽골과 함께 '징기스칸 13익(翼)'의 제8익을 거느렸다.
네쿤 타이시와 그 아들 쿠차르(Qučar, 火察兒)는 키야트 사야르 씨를 창설하였으며, 징기스칸 시대에는 숙부 다아리타이 옷치긴과 함께 징기스칸 13익 중 제7익을 거느렸아다.
다아리타이 옷치긴은 바르탄 바가투르의 아들 중 유일하게 징기스칸을 칸으로 추대했으며, 징기스칸이 칸이 된 이후에도 한동안 생존하였으며, 조카 쿠차르와 함께 징기스칸 13익 중 제7익을 거느렸다
바르탄의 자손들은 징기스칸 시기에 키야트 씨 하위집단의 장으로서 유력하였으나, 이윽고 씨족 질서의 해체 및 권력 집중을 꾀한 징기스칸과 대립하였다. 제8익의 찬시우다이만이 징기스칸에게 충실하였으나, 알탄, 쿠차르, 다아리타이 옷치긴은 징기스칸을 배신하였기에 이후 처형되었다.

## 가계
- 조부 : 툼비나이 세첸(Tumbinai Setsen)
  - 부친 : 카불 칸(Khabul Khan)
    - 형 : 오킨 바르카크(Ökin Barqaq, 斡勤巴兒合黑, 窠斤八剌哈哈)
    - 부인 : 수니길 푸진(Sünigil Füǰin)
      - 장남 : 몽게투 키얀(Mönggetü Kiyan)
      - 차남 : 네쿤 타이시(Nekün Taiši)
      - 삼남 : 예수게이(Yesugei)
        - 손자 : 테무친(징기스칸)

      - 사남 : 다아리타이 옷치긴(Da'aridai Otčigin)

## 같이 보기
- 보르지긴
- 칭기즈 칸 가계도
- 키야트